# Alconeura santaritana
Alconeura santaritana är en insektsart som beskrevs av Young 1952. Alconeura santaritana ingår i släktet Alconeura och familjen dvärgstritar. Inga underarter finns listade i Catalogue of Life.